# Hellhammer
Hellhammer foi uma banda suíça que faz parte das fundações do black/thrash metal.
Influenciado por Venom, Motörhead, Cirith Ungol, Raven, Angel Witch e Black Sabbath, mais tarde influenciaram toda uma geração de novas bandas de metal nos anos 90. Em 1984 viriam a afirmar-se sob o nome Celtic Frost.

## História
O Hellhammer foi formado na Suíça, em 1982, pelo guitarrista e vocalista Thomas Gabriel (que, na época, atendia pelo pseudônimo de Tom Warrior). A formação durante essa época modificou-se inúmeras vezes, mas sempre com Gabriel à frente. No mesmo ano e no seguinte, o grupo gravou duas demos, “Death Fiend” e “Triumph Of Death”. O material contido nessas duas fitas era, por um lado, primitivo e simplesmente anti-musical (os próprios integrantes admitiam na época não saber tocar seus instrumentos), mas, por outro, totalmente de vanguarda, inédito, nunca feito antes. Era Heavy metal, mas com uma energia e simplicidade musical que o aproximava do punk, a agressividade não encontrava paralelos no cenário musical de então - os riffs sujos e graves, a voz gutural e a cozinha rápida eram a chave - e a imagem sombria do grupo contribuía para completar o mito: estava surgindo ali dois gêneros musicais, o Death metal (que mais tarde teria seus contornos definidos) e o Black metal (embora esse nome só seria dado ao estilo com o lançamento do clássico disco homônimo do Venom, de 1982).
O Hellhammer se tornou uma unanimidade no underground metálico e Warrior uma verdadeira lenda - apesar das constantes acusações (sempre assumidas por eles, lembremos) de incapacidade musical. Em 1983, a formação se estabilizou com Gabriel nos vocais e guitarra, Martin E. Ain no baixo e Bruce Day na bateria. Este trio lançou mais uma demo, “Satanic Rites”, e, finalmente, em 1984, o clássico EP “Apocalyptic Raids”, uma das gravações mais importantes do heavy metal nos anos 80. Embora mal produzido, mal tocado (alguns erros de execução são evidentes na gravação), curto (só quatro faixas) e dificílimo de ser encontrado (originalmente, era uma produção independente), o disco foi imediatamente elevado à categoria de obra-prima pelos cultuadores do grotesco grupo. As quatro canções do EP, “The Third Of Storms (Evoked Damnation)”, “Massacra” (um hino), “Triumph Of Death” e “Horus/Agressor” são, até hoje, vistas como quatro pérolas do estilo e qualquer fã real de black metal as conhece de cor e salteado. 
Pouco após o lançamento de “Apocalyptic Raids”, Stephen Priestly entrou no lugar de Bruce Day. Contudo, as habilidades musicais do trio começaram a se expandir e a limitação do material do Hellhammer já não mais coincidia com seus objetivos. Por isso, ainda em 1984, os três acabam com o conjunto e formam o Celtic Frost, com a mesma formação (por isso muitos encaram ambas as bandas como sendo uma única).

## Integrantes
Última formação
- Tom "Satanic Slaughter" Warrior - Vocais, Guitarras (1982-1984)
- Martin "Slayed Necros" Ain - Baixo (1983-1984)
- Bruce "Denial Fiend/Bloodhunter" Day - Bateria (1982-1984)

Membros anteriores
- Steve "Savage Damage" Warrior - Vocal e baixo (1982-1983)
- Mike "Grim Decapitator" Owens - Baixo (1983)
- Pete Stratton - (1982) Bateria
- Steve "Evoked Damnator" Priestly - Bateria e baixo (1983)
- Vince "Dei Infernal" Garetti - Guitarra (1984)

## Discografia

### Demos
- 1983 - Death Fiend
- 1983 - Triumph of Death
- 1983 - Satanic Rites

### EPs
- 1984 - Apocalyptic Raids

### Outros
- 1984 - Death Metal - Split
- 1990 - Apocalyptic Raids 1990 A.D. - Coletânea
- 2008 - Demon Entrails - Coletânea